# Renfrew Old Parish Church

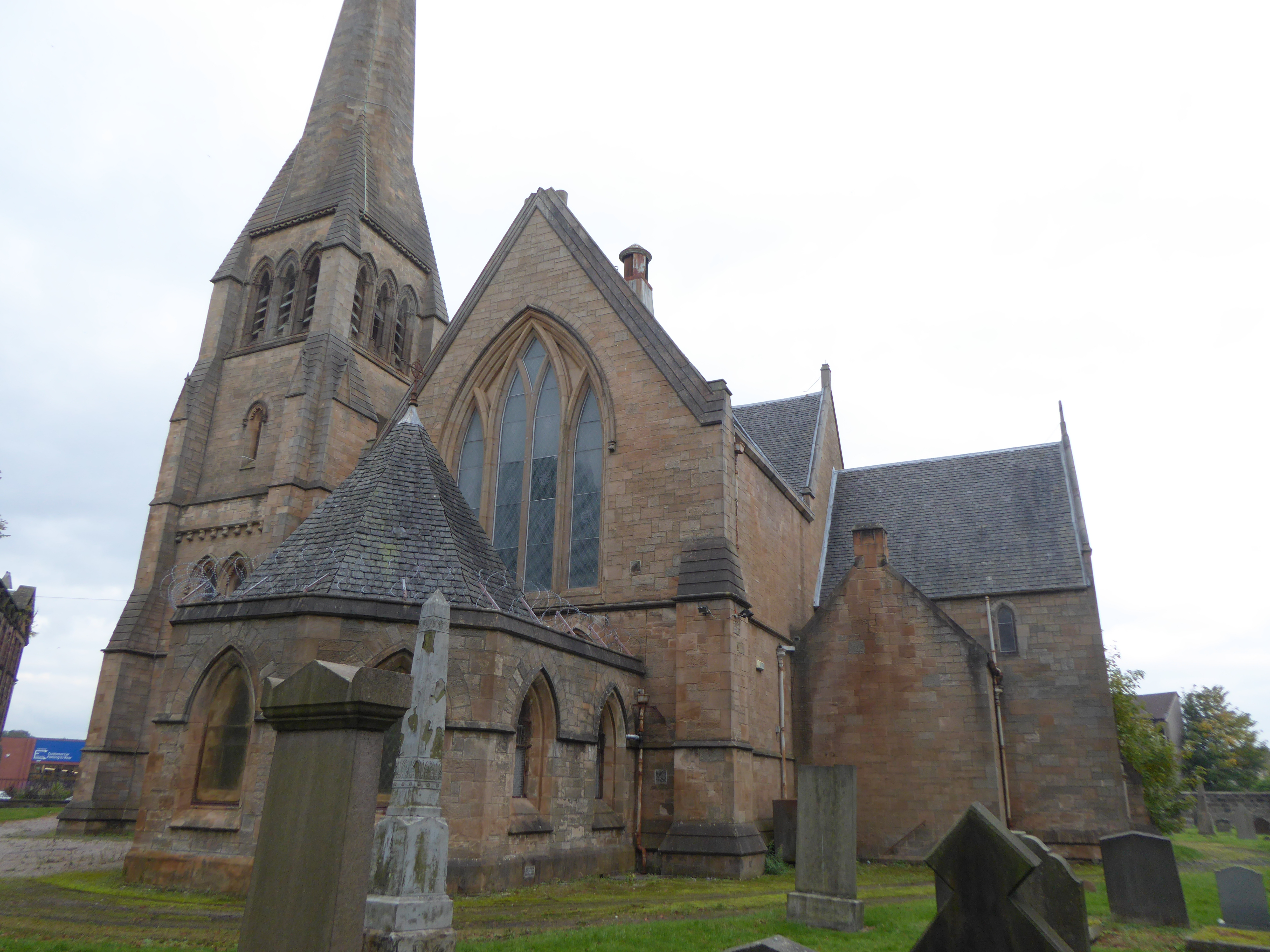
Renfrew Old Parish Church

Die Renfrew Old Parish Church ist ein Kirchengebäude der presbyterianischen Church of Scotland in der schottischen Ortschaft Renfrew in der Council Area Renfrewshire. 1971 wurde das Bauwerk in die schottischen Denkmallisten in die Denkmalkategorie B aufgenommen. Im Inneren der Kirche befinden sich des Weiteren zwei Statuen älteren Datums, die in der höchsten schottischen Denkmalkategorie A gelistet sind.

## Geschichte
Der früheste Beleg für die Existenz einer Kirche in Renfrew stammt aus dem Jahre 1136. Sie wurde auf Geheiß Walter FitzAlans nahe dem heutigen Renfrew errichtet und war Jakobus geweiht. Mönche errichteten in der Nähe eine Marienkapelle. Wahrscheinlich befindet sich die heutige Kirche etwa am Standort dieser Kapelle. In den folgenden Jahrhunderten befanden sich verschiedene Kirchenbauten an diesem Ort. Die heutige Kirche stammt aus dem Jahre 1862 und wurde nach Plänen des Architekten John Thomas Rochead gebaut. In den Jahren 1908 und 1937 wurden Teile des Innenraums von Peter Macgregor Chalmers beziehungsweise Waddell & Young überarbeitet.

## Beschreibung
Das Gebäude liegt am Ende der High Street (A877) im Nordosten der Stadt unweit des Rathauses von Renfrew. Das Bauwerk ist im neogotischen Stil gestaltet. Der Glockenturm schließt mit einem steinernen Helm.
Die beiden denkmalgeschützten Statuen befinden sich an den Grabstätten der dargestellten Personen. Das Monument von John Ross zeigt den Edelmann mit seiner Gemahlin und wird auf das 14. Jahrhundert datiert. Das Monument am Grab von John Motherwell stammt wahrscheinlich aus dem 15. Jahrhundert.